# Neuenstein, Hessen
Neuenstein är en kommun i Landkreis Hersfeld-Rotenburg i Regierungsbezirk Kassel i förbundslandet Hessen i Tyskland.
Kommunen bildades 31 december 1971 genom en sammanslagning av de tidigare kommunerna Aua, Gittersdorf, Mühlbach, Raboldshausen, Saasen, Salzberg och Untergeis.